# Peter Straker
Peter Straker (Jamaica, 7 november 1943) is een in Jamaica geboren zanger en acteur.

## Carrière
Peter Straker werd bekend door optredens in Doctor Who in de serie Destiny of the Daleks (1979) en de ITV-serie Connie (1985). Hij had ook een langdurende professionele en persoonlijke relatie met Freddie Mercury.
Hij bereikte pas in 1968 de status van faam toen hij de rol speelde van Hud in de oorspronkelijke Londense productie van Hair. Straker kreeg rollen in talloze West End producties zoals Tommy van Pete Townshend, The Original Phantom of the Opera van Ken Hill, Hot Stuff, Blues in the Night, The Rocky Horror Show, The Rat Pack, One Love en Holding On, beide met Ruby Turner. Zijn klassieke rollen waren Cassius in Julius Caesar in Bristol Old Vic en Lucio in Measure for Measure in het National Theatre.
In 1972 had hij een kleine hit met de song The Spirit is Willing, gebaseerd op Jesu, Joy of Man's Desiring van Johann Sebastian Bach en bewerkt door het songwriter-duo Ken Howard en Alan Blaikley, die ook de single produceerden. Het label noteerde de artiest als Peter Straker. Uitgebracht door RCA Records plaatste deze zich in de hitlijst op 19 februari 1972 (#40, 4 weken). In 1977 kwam zijn single Ragtime Piano Joe uit, geproduceerd door Freddie Mercury van het album This One's on Me.
Straker speelde ook de titelrol van Nosferatu in de Britse première-productie van Bernard J. Taylor's musical in het Royal Hippodrome Theatre in 1995.
Onlangs herhaalde hij zijn rol in The Wiz in de Birmingham Rep en speelde hij in Cinderella in het Hackney Empire, in The Glorious Ones in het Landor Theatre. Hij keerde terug naar het Edinburgh Festival met de gloednieuwe musicalshow Peter Straker's Brel, die later speelde in het St. James Theatre in Londen. Onlangs had Straker opgetreden in de Queen Elisabeth Hall in Londen in een concertopvoering van Piaf met het Matthew Jones Orchestra. Onlangs werd hij aangekondigd voor zijn terugkeer in de musical Tommy van The Who, die een tournee startte in het Verenigd Koninkrijk in 2017. In 2019 trad hij op met Gabriele Baldocci.

## Discografie
- 1968: Hair (Original London Cast Recording)
- 1970: Fresh Hair (Original London Cast Recording)
- 1972: Private Parts
- 1977: This One's on Me (geproduceerd door Freddie Mercury en Roy Thomas Baker)
- 1978: Changeling (geproduceerd door Tim Freese-Greene)
- 1980: Real Natural Man (geproduceerd door Reinhold Mack & Mike Allison)
- 1993: Holding On
- 2013: Peter Straker's Brel
- 2020: This One's on Me (3 Disc Set met heruitgave van de drie albums uit 1977-1980)

## Aanwezig bij
- 1968: Hair (Original Broadway Cast Recording)
- 1977: The Alan Parsons Project: I Robot
- 1987: Freddie Mercury: The Great Pretender (muziekvideo)
- 1988: Freddie Mercury en Montserrat Caballé: Barcelona